# Bruno Mingeon
Bruno Mingeon (Bourg-Saint-Maurice, 7 de septiembre de 1967) es un deportista francés que compitió en bobsleigh en las modalidades doble y cuádruple. 
Participó en cinco Juegos Olímpicos de Invierno, entre los años 1992 y Turín 2006, obteniendo una medalla de bronce en Nagano 1998, en la prueba cuádruple (junto con Emmanuel Hostache, Éric Le Chanony y Max Robert), y el quinto lugar en Salt Lake City 2002, en la misma prueba.
Ganó dos medallas en el Campeonato Mundial de Bobsleigh de 1999 y dos medallas en el Campeonato Europeo de Bobsleigh, oro en 2000 y plata en 2002.

## Palmarés internacional
| Juegos Olímpicos   | Juegos Olímpicos           | Juegos Olímpicos  | Juegos Olímpicos |
| Año                | Lugar                      | Medalla           | Prueba           |
| ------------------ | -------------------------- | ----------------- | ---------------- |
| 1998               | Nagano (Japón)             | Medalla de bronce | Cuádruple        |
| Campeonato Mundial |                            |                   |                  |
| Año                | Lugar                      | Medalla           | Prueba           |
| 1999               | Cortina d'Ampezzo (Italia) | Medalla de oro    | Cuádruple        |
| 1999               | Cortina d'Ampezzo (Italia) | Medalla de bronce | Doble            |
| Campeonato Europeo |                            |                   |                  |
| Año                | Lugar                      | Medalla           | Prueba           |
| 2000               | Cortina d'Ampezzo (Italia) | Medalla de oro    | Cuádruple        |
| 2002               | Cortina d'Ampezzo (Italia) | Medalla de plata  | Cuádruple        |